# Catedral de la Asunción (Miskolc)
La catedral de la Asunción o simplemente catedral de Miskolc (en húngaro: Nagyboldogasszony püspöki székesegyház) es el nombre que recibe un edificio religioso católico que se encuentra en la ciudad de Miskolc, la cuarta más grande en el país europeo de Hungría. El trabajo en la construcción de la iglesia comenzó en 1902 y terminó en 1912. En 1924 la iglesia fue elevada a catedral.
El templo sigue el rito húngaro o bizantino y sirve como la catedral de la eparquía de Miskolc (Eparchia Miskolcensis o Miskolci Egyházmegye) que obtuvo su actual estatus por decisión del Papa Francisco en marzo de 2015, como parte de la reorganización de la Iglesia greco católica húngara, una de las iglesias orientales en plena comunión con el papa en Roma.
El estilo de construcción tiene elementos pre-modernos y neo-góticos.

## Véase también

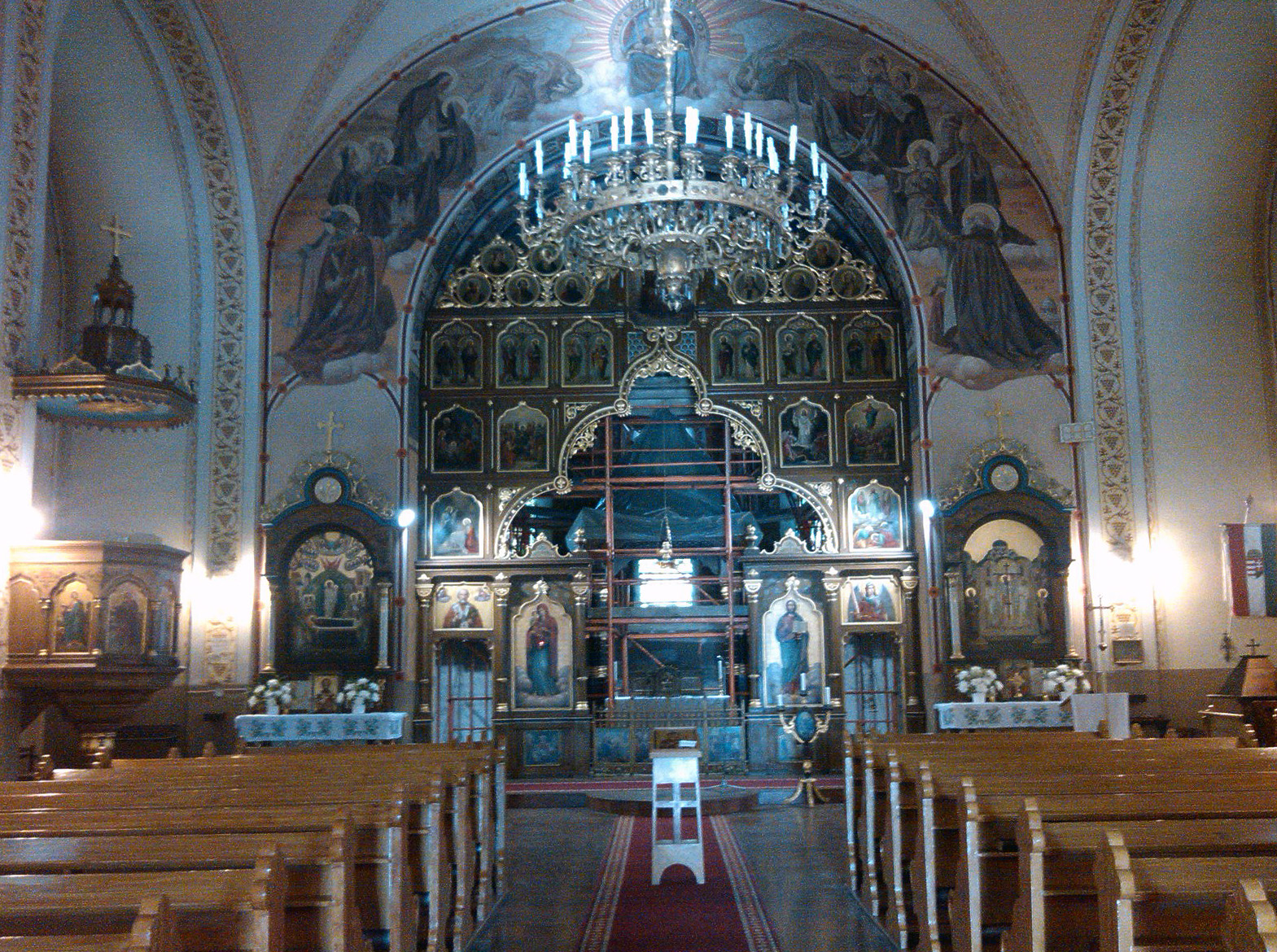
Vista interna